# Чемпіонат світу з біатлону 1994
30-й чемпіонат світу з біатлону проходив у канадському місті Кенмор березні 1994 року на базі спортивного центру Canmore Nordic Centre Provincial Park. В рамках чемпіонату було проведено змагання всього з однієї дисципліни — командних гонок, оскільки вони не увійшли до програми зимових Олімпійських ігор 1994 року в Ліллегаммері, де було розіграно нагороди з усіх інших дисциплін.

## Медалісти та призери

### Чоловіки
| Гонка:                   | Золото:                                                                        | Час | Срібло:                                                                | Час | Бронза:                                                               | Час |
| Командна, 20 км Протокол | Італія П'єральберто Каррара Хуберт Лейтгеб Андреас Зінгерле Вільфрід Паллгубер |     | Росія Володимир Драчов Олексій Кобелев Валерій Кирієнко Сергій Тарасов |     | Німеччина Стеффен Хоос Марко Моргенштерн Петер Зендель Йенс Штайніген |     |

### Жінки
| Гонка:                   | Золото:                                                                        | Час               | Срібло:                                                                        | Час               | Бронза:                                                             | Час               |
| Командна, 15 км Протокол | Білорусь Наталья Пермякова Наталья Риженкова Ірина Кокуєва Світлана Парамигіна | 23:37.1 (2+1+1+0) | Норвегія Анн-Елен Шелбрей Есе Ідланн Аннетте Сіквеланн Хільдегунн Міккельсплас | 23:47.6 (0+1+1+4) | Франція Еммануель Кларе Наталі Бозіре Корінн Ніогре Веронік Клодель | 23:57.6 (0+0+2+0) |

## Медальний залік
| Місце | Країна    |   |   |   | Всього |
| ----- | --------- | - | - | - | ------ |
| 1     | Італія    | 1 | 0 | 0 | 1      |
| 1     | Білорусь  | 1 | 0 | 0 | 1      |
| 2     | Росія     | 0 | 1 | 0 | 1      |
| 2     | Норвегія  | 0 | 1 | 0 | 1      |
| 3     | Німеччина | 0 | 0 | 1 | 1      |
| 3     | Франція   | 0 | 0 | 1 | 1      |